# 肉鬚擬奇矮鮋
肉鬚擬奇矮鮋為輻鰭魚綱鮋形目鮋亞目絨皮鮋科的其中一種，為熱帶海水魚，分布於東印度洋澳洲西部海域，棲息深度0-13公尺，體長可達9.7公分，棲息在珊瑚礁區，生活習性不明。